# Worcester Art Museum
Le Worcester Art Museum est un musée situé au 55 Salisbury Street, à Worcester. Il ouvrit ses portes au public en 1898 et fut fondé par le sénateur du Massachusetts Stephen Salisbury III. Aujourd'hui, le musée compte plus de 35 000 œuvres allant de l'Antiquité à nos jours.
Les collections de peinture comprennent des toiles des maîtres flamands de la Renaissance, un tableau du Greco et de Rembrandt, une salle est consacrée aux impressionnistes. Les collections américaines vont de Thomas Cole, de Winslow Homer, John Singer Sargent, Franz Kline, Jackson Pollock et Joan Mitchell.

## Galerie

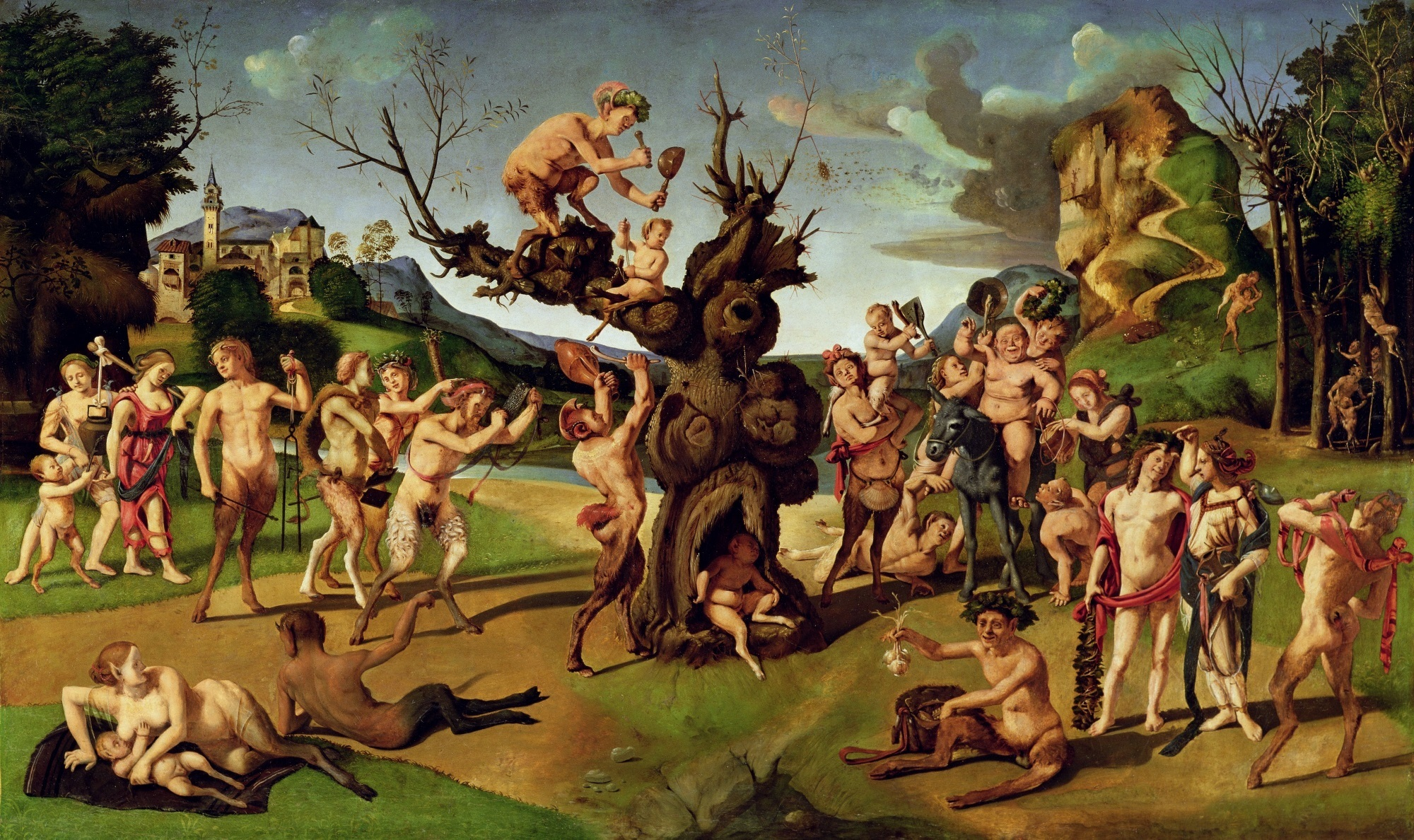
Piero di Cosimo, La Découverte du miel, vers 1499.
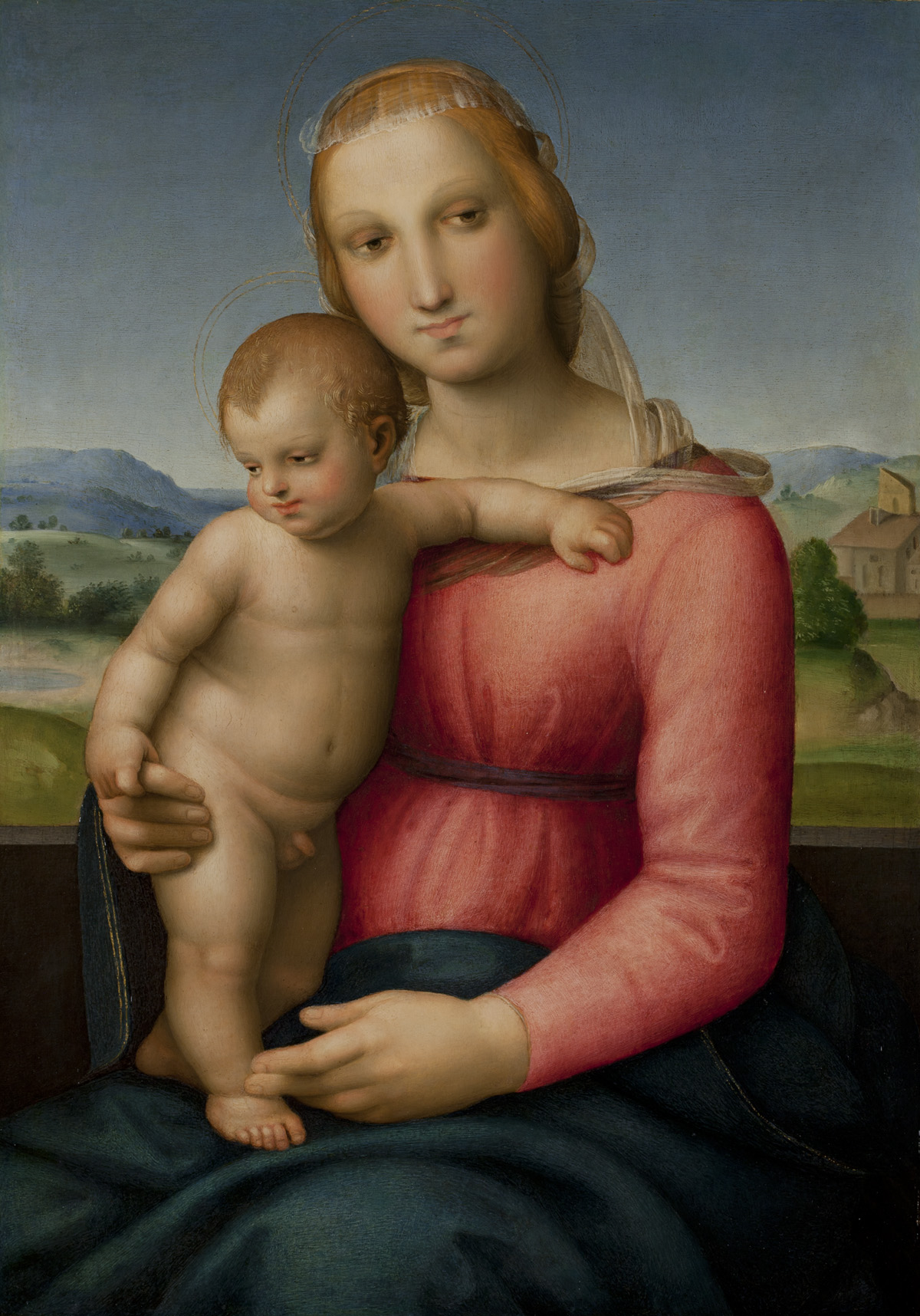
Anonyme italien, La Madone Northbrook, vers 1505.
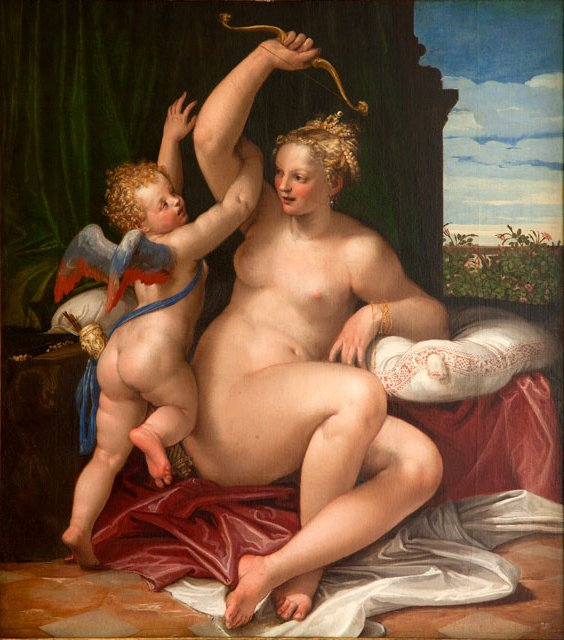
Paul Véronèse, Vénus désarmant Cupidon, 1550-1555.
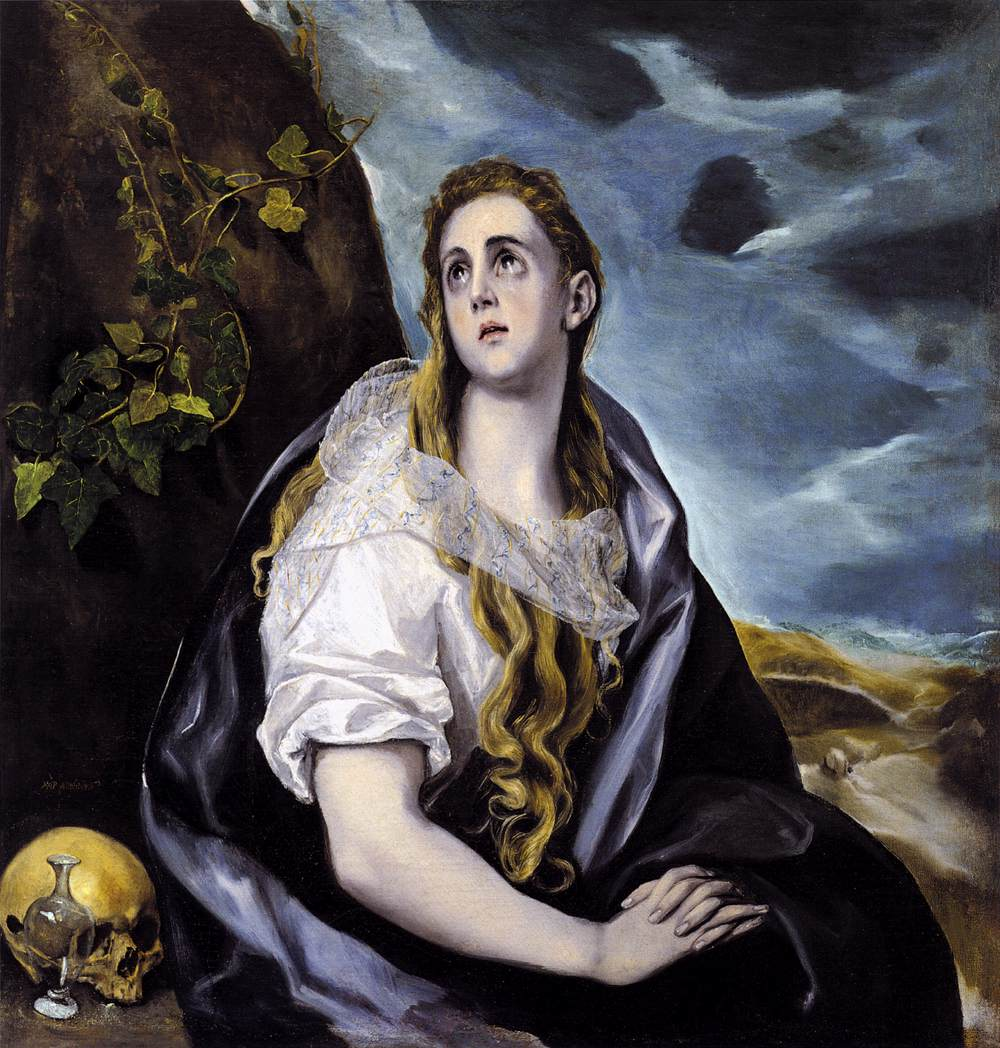
Le Greco, La Madeleine repentante, vers 1577.
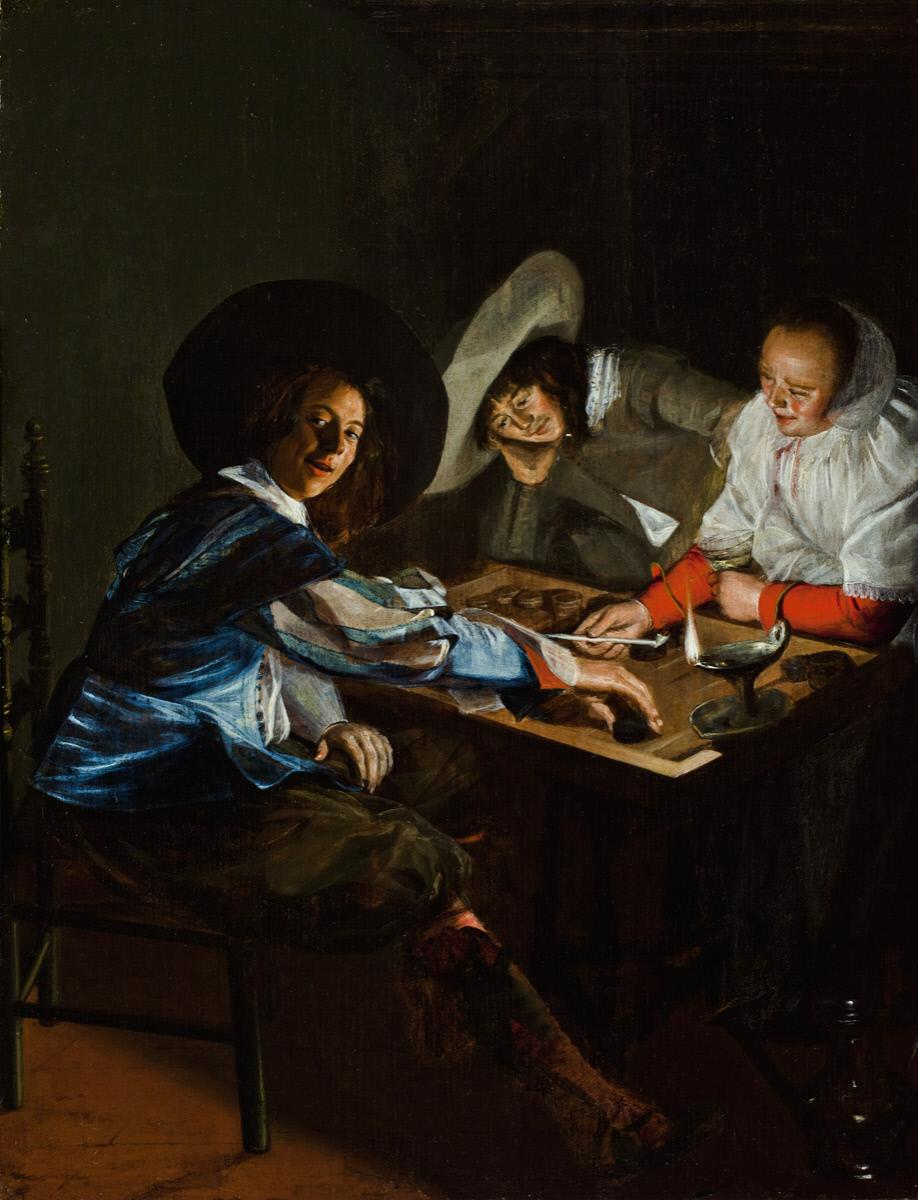
Judith Leyster, Jeu de tric-trac, vers 1631.
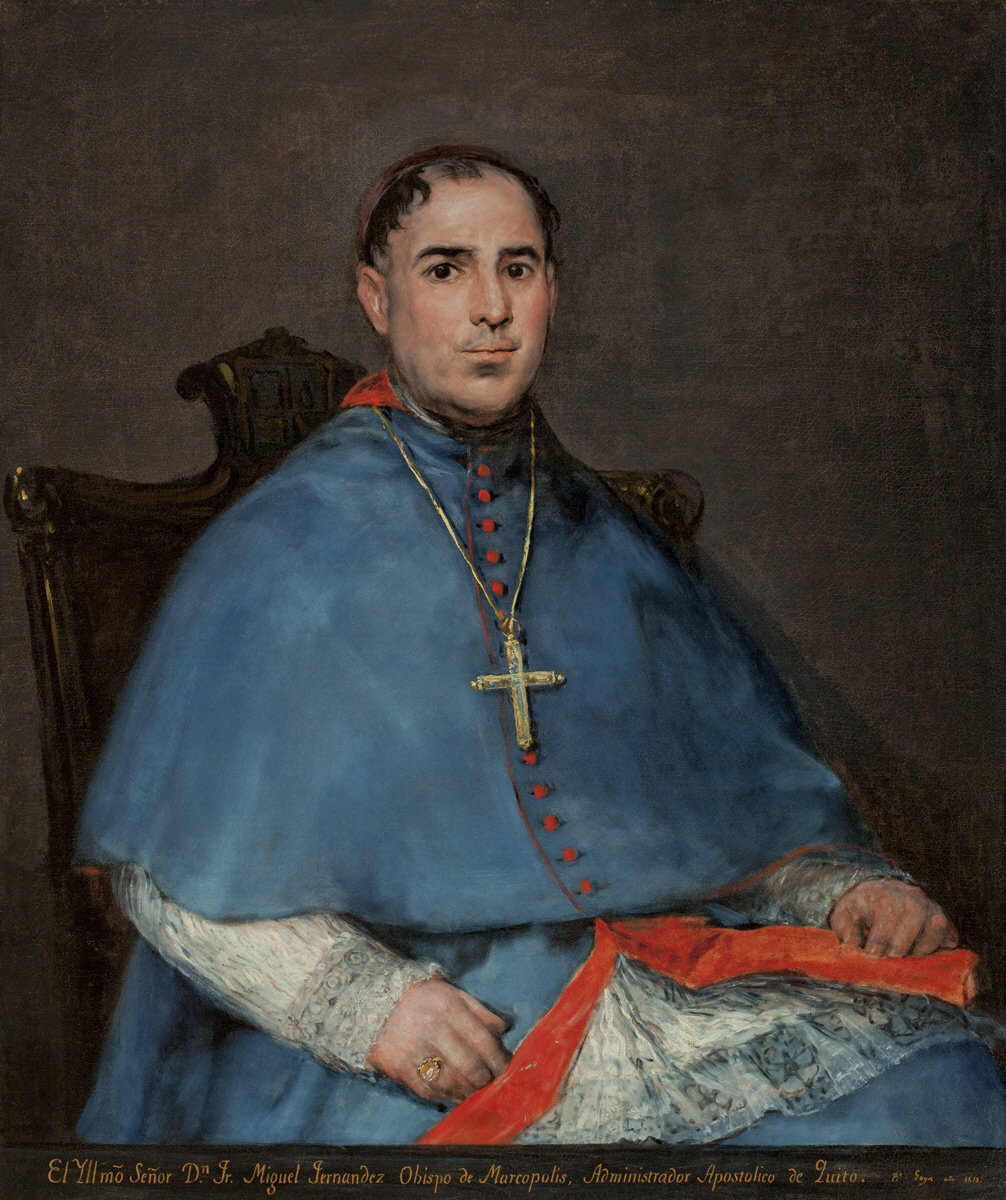
Francisco de Goya, Frère Miguel Fernández Flores, 1815.
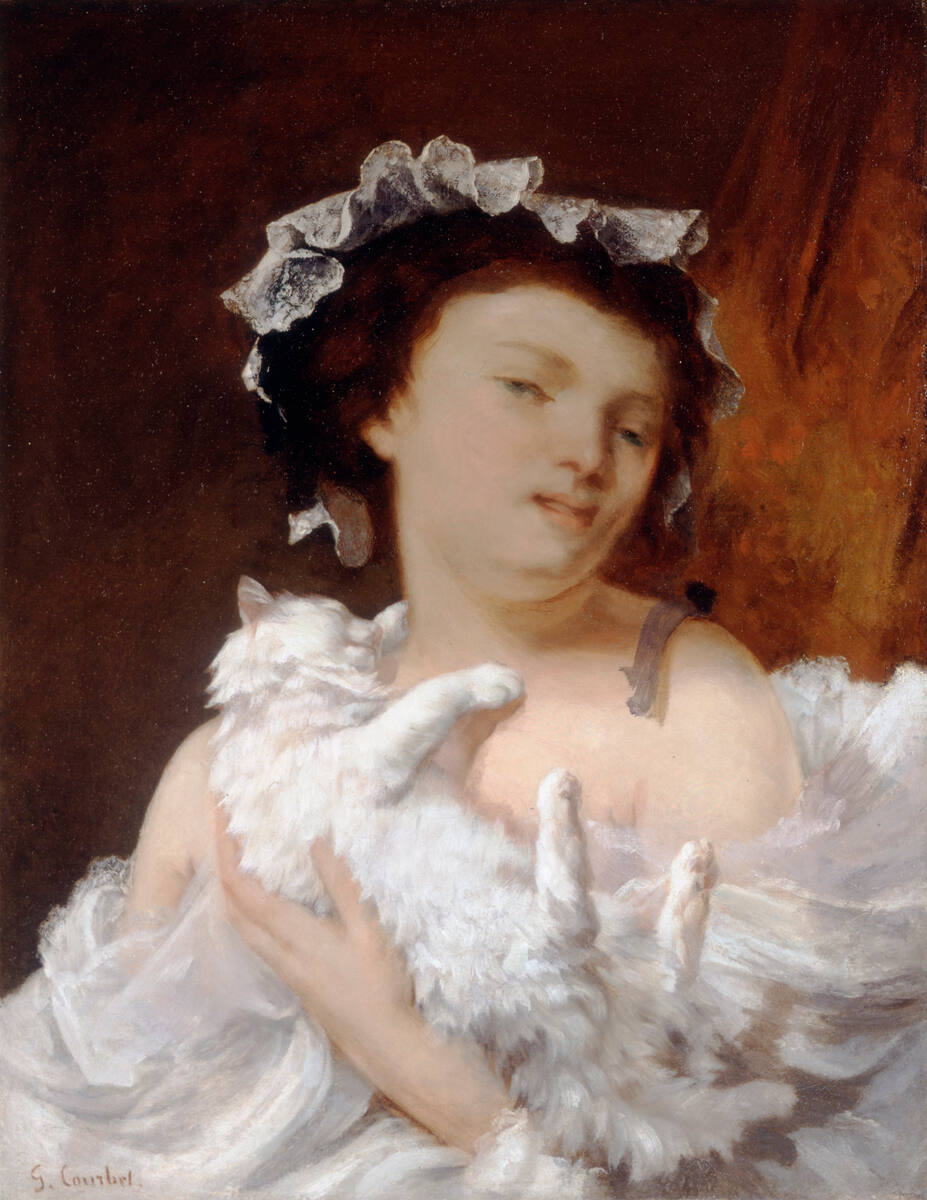
Gustave Courbet, La Femme au chat, 1864.
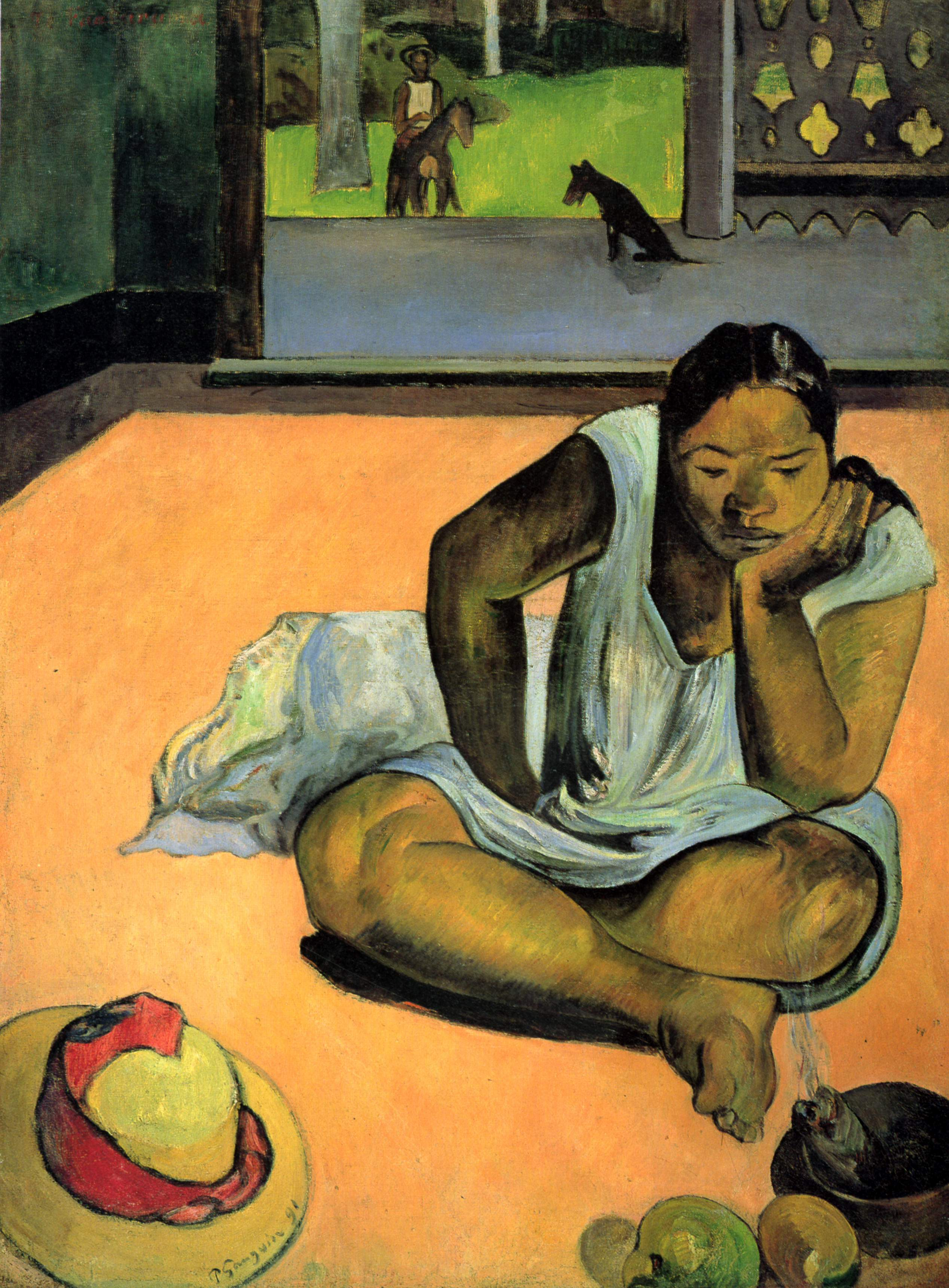
Paul Gauguin, La Boudeuse, 1891.
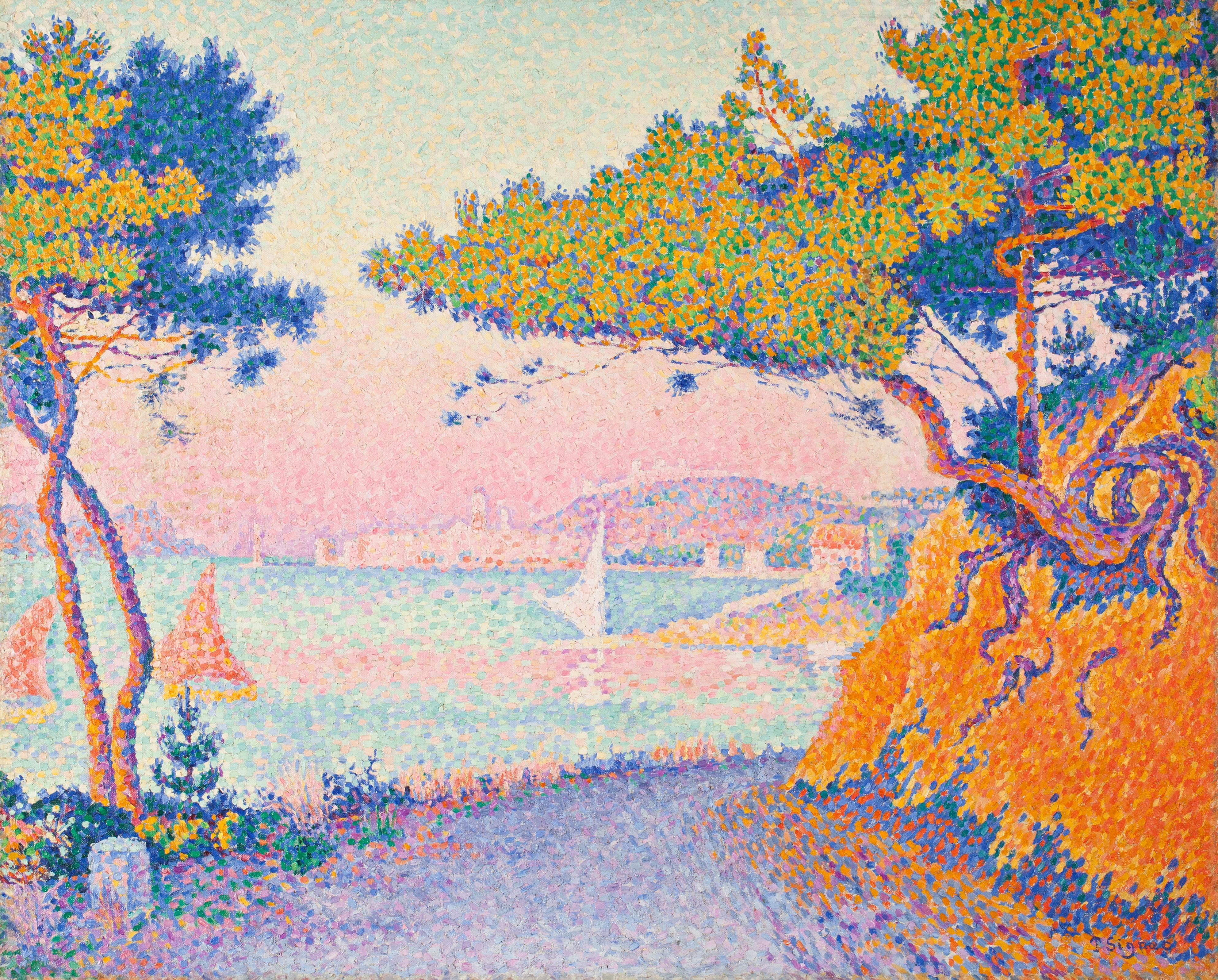
Paul Signac, Golfe Juan, 1896.